# Sanctuaire de Notre-Dame de La Salette
Pour les articles homonymes, voir Notre-Dame et Notre-Dame de la Salette (homonymie).

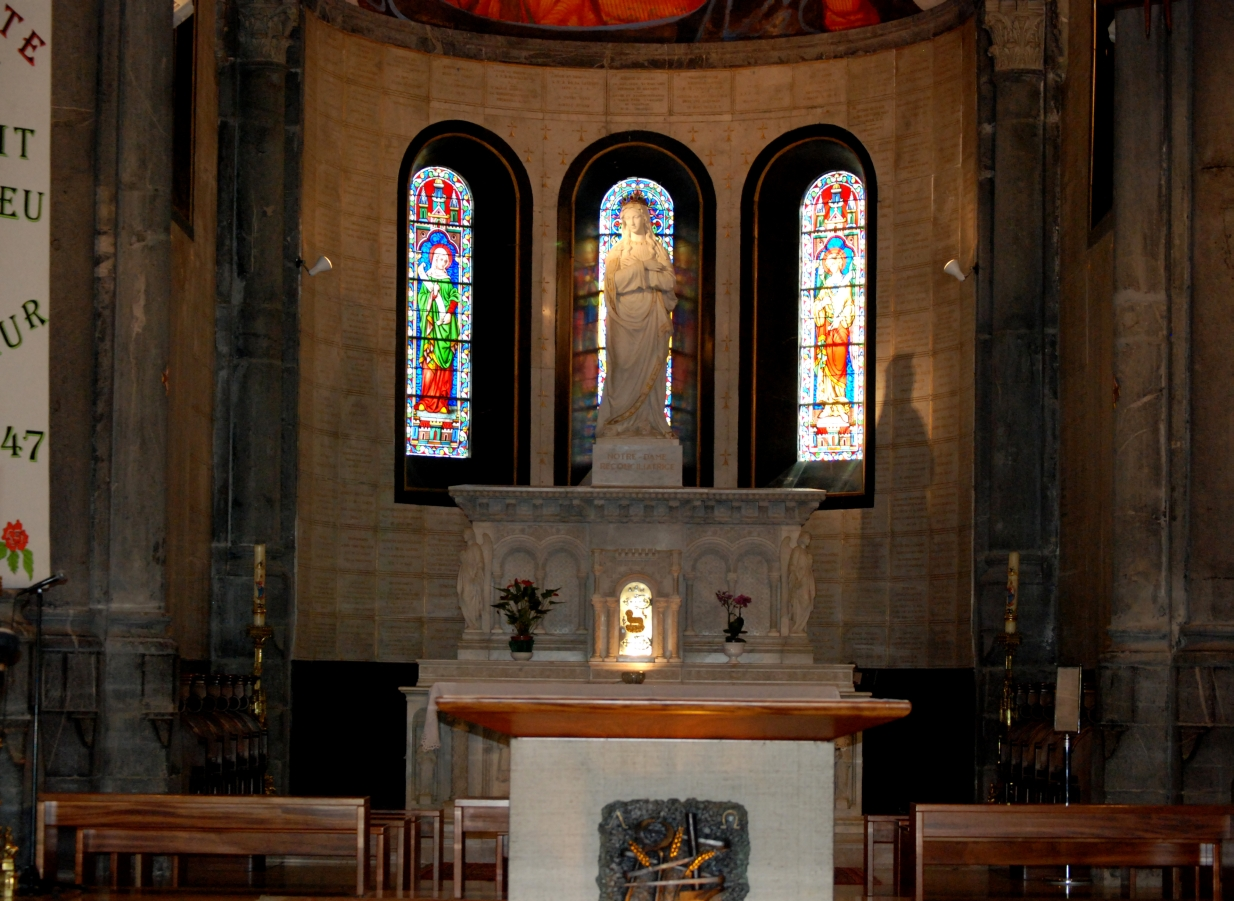
L'intérieur de la basilique.

Le sanctuaire de Notre-Dame de La Salette, ou simplement sanctuaire de La Salette, est un grand centre de pèlerinage marial catholique construit sur le lieu d'une apparition de la Vierge Marie à La Salette en 1846 à La Salette-Fallavaux dans le département français de l'Isère en région Auvergne-Rhône-Alpes.
Cette apparition mariale, officiellement reconnue comme authentique par l'évêque du lieu en 1851 et 1855, entraîne la construction d'une église en haut du village de La Salette-Fallavaux, près de Corps en Isère en France. En 1879 l'église est officiellement consacrée, et promue au rang de basilique mineure.
Le sanctuaire de La Salette fait partie des grands sanctuaires mariaux édifiés en France. Installé en pleine montagne, à 1 800 m d'altitude, il accueille environ 300 000 pèlerins par an.
Depuis sa construction, le sanctuaire ne cesse d'être agrandi et de voir de nouveaux bâtiments ajoutés à l'existant. L'accueil des pèlerins et leur hébergement est assuré par une hôtellerie intégrée au sanctuaire. À l'extérieur, les différentes scènes de l'apparition mariale sont matérialisées par des statues de bronze grandeur nature.
L'accès au sanctuaire a été longtemps un problème, faute de route existante avant le milieu du XIXe siècle. Une première route a été taillée dans la montagne, mais elle présentait une déclivité très importante, source de problèmes pour les véhicules. Dans les années 1960, une nouvelle route a été mise en chantier et réalisée, sur un nouveau tracé, permettant aux automobiles et aux cars d'y monter sans difficulté. Malgré cette nouvelle route, la descente de Laffrey a été l'objet de trois accidents graves à ce jour, causant la mort de 98 pèlerins.

## Localisation
Le sanctuaire est situé dans le pays de Corps, sur les hauteurs de la commune de La Salette-Fallavaux, entre le massif du Beaumont et la vallée du Valgaudemar, à près de 1 800 m d'altitude. Jusqu'à la moitié du XIXe siècle le site était sauvage et méconnu, aucune route ou chemin n'y menait. Il n'y avait que des sentiers de bergers. Seuls quelques bergers avec leurs troupeaux s'aventuraient sur les pentes du mont Gargas pour profiter des alpages.

## Historique

### L'apparition de La Salette

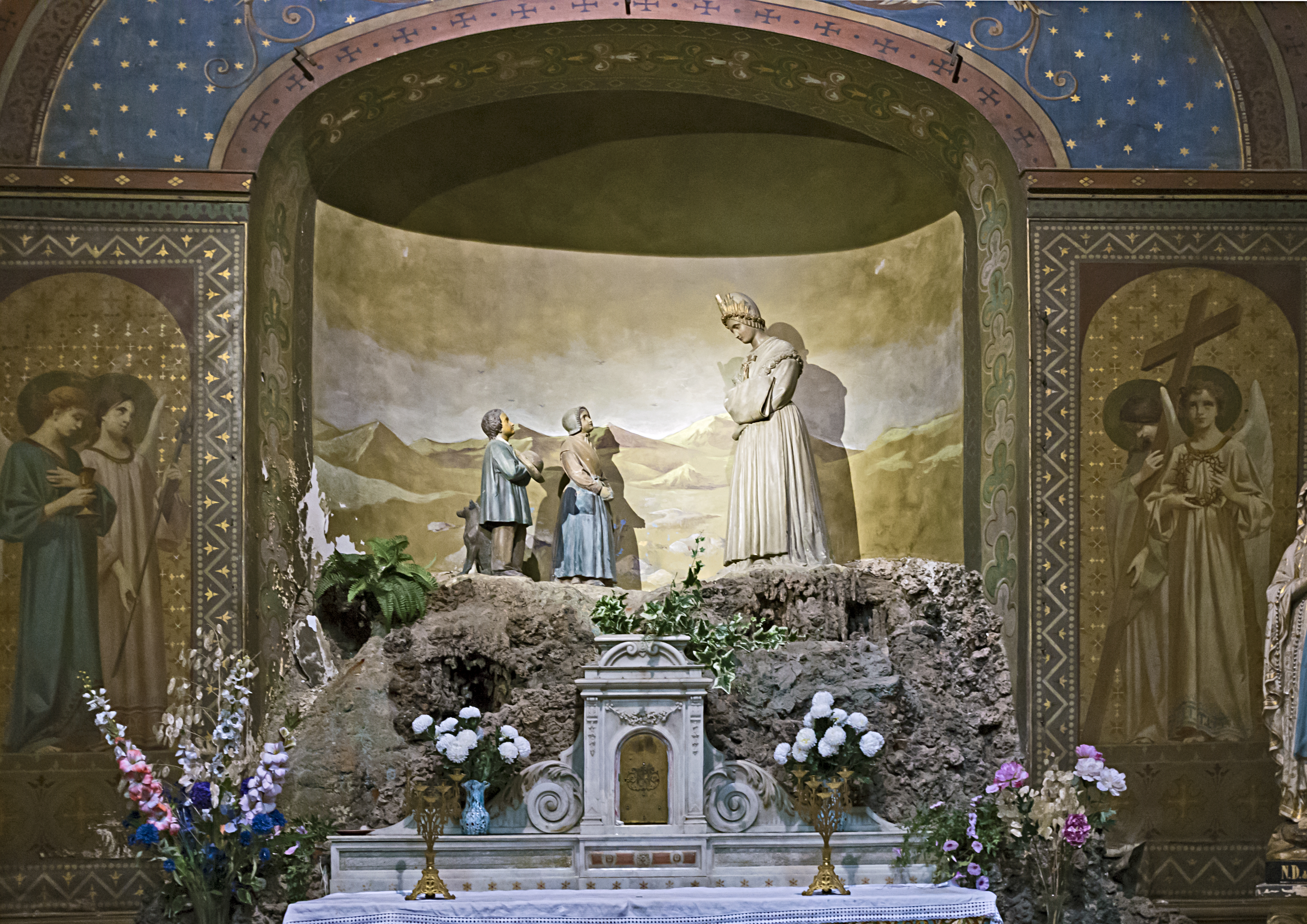
Chapelle Notre-Dame de la Salette représentant la scène de l'apparition.

L'histoire du site et du sanctuaire débute avec l'apparition mariale de La Salette le samedi 19 septembre 1846. Deux jeunes bergers, Mélanie Calvat et Maximin Giraud voient apparaître dans une lumière resplendissante une « belle dame », en pleurs, qui s'adresse à eux. Le soir, ils en parlent à leurs maîtres. La veuve Pra (dite veuve Caron), maîtresse de Mélanie, se dit d'avis qu'ils ont vu la Sainte Vierge et on engage les enfants à tout raconter au curé de La Salette. Ils le font le lendemain dimanche au matin. Le curé pleure d'émotion, prend des notes et, de nouveau en larmes, parle de l'événement dans son prône. L'évêque est informé, et ouvre une enquête canonique. Le 19 septembre 1851 Philibert de Bruillard, évêque de Grenoble reconnaît officiellement l'apparition comme « authentique », et lance la construction d'un sanctuaire sur le lieu même de l'apparition,,.

### La construction
Avant la reconnaissance officielle de l'apparition mariale (en 1851), l'évêque ouvre en 1849 des négociations pour acheter les terrains en vue de la création du futur sanctuaire (terrains qui seront achetés en 1851).
Le 1er mai 1852, on annonce la prochaine bénédiction solennelle de la première pierre du sanctuaire qu'il entreprend de bâtir dans la montagne, sur le lieu même de l'apparition. La pose de la première pierre a lieu le 25 mai 1852, par Pierre Chatrousse, évêque de Valence, en présence de Philibert de Bruillard, évêque de Grenoble, et de 1 500 pèlerins. La construction se termine en 1879. Depuis lors, et jusqu'à nos jours, le sanctuaire ne cesse d'être agrandi et modifié. En 1864, des statues de bronze, grandeur nature, sont installées sur le lieu même de l'apparition,.
Les plans de l'église ont été conçus par l'architecte Alfred Berruyer. Les travaux de construction se sont étalés un peu plus que prévu dans le temps, car les entreprises ont rencontré de sérieux problèmes dans l'acheminement des matériaux : en dehors de la pierre et de la chaux, tout devait être monté à dos de mulet. Le sable a été extrait du Drac (et lui aussi transporté à dos de mulet). En 1865, toute la partie centrale de l'église est terminée. Mais les dix chapelles latérales que nous voyons aujourd'hui ne seront construites qu'à partir de 1894.
Le 20 août 1879, l'église est officiellement consacrée, et en même temps, elle est promue au rang de basilique mineure Jean-Michel Leniaud consacre un chapitre à l'érection de cette chapelle en basilique mineure, sous la présidence du cardinal Joseph Hippolyte Guibert, archevêque de Paris, en présence des évêques de Grenoble, de Chambéry, de Besançon, de Marseille, de Fréjus, de Valence, de Viviers, de Digne-les-Bains et du cardinal Gaspard Mermillod. Au cours de cette célébration, la statue de Notre-Dame de La Salette est officiellement couronnée.

### Les pèlerinages
L'information de l'évènement se répand très vite. Dès le 21 septembre 1846 (deux jours après l'« apparition »), plusieurs habitants de La Salette se rendent dans la montagne, sur le lieu déclaré de l'apparition. Avec étonnement, ils constatent qu'une eau limpide jaillit avec abondance à l'endroit même où la « Belle Dame » était assise. Le 17 novembre (deux mois plus tard), une femme ne marchant depuis 22 ans qu'avec l'aide de béquilles, demande à des pénitents d'aller sur les lieux de l'apparition faire des prières pour elle. La guérison de cette femme, à l'issue de ce pèlerinage et de ces prières sera le premier « miracle déclaré » de La Salette. Le 27 novembre, 1 500 personnes se retrouvent sur les lieux sous la neige, venant de Corps et des paroisses voisines.
Le 19 septembre 1851, l'évêque de Grenoble fait paraître un texte reconnaissant l'apparition et autorisant dans le même temps le culte de Notre-Dame de La Salette. Le 1er mai 1852 est annoncée la bénédiction solennelle de la première pierre du sanctuaire que l'on entreprend de bâtir sur la montagne de l'apparition. La cérémonie de la pose de la première pierre a eu lieu le 25 mai 1852, devant 1 500 pèlerins.
Milieu 1848, deux ans après l'apparition, alors qu'elle n'est toujours pas reconnue (officiellement) par l'Église, l'évêque de Grenoble écrit qu'il y a déjà 100 000 pèlerins qui se sont rendus sur le site pour y prier,.
Pour accueillir les pèlerins sur le sanctuaire, l'évêque Philibert de Bruillard demande en 1852 la création d'une congrégation cléricale religieuse destinés à recevoir les pèlerins et enseigner le « message de La Salette ». Ce sera les Missionnaires de Notre-Dame de La Salette fondés dans ces mêmes années. La congrégation s'organise peu à peu autour du sanctuaire, et dès la fin du XIXe siècle, elle commence à s'étendre en France et hors du pays. Mais les lois de 1905 et la loi de séparation des Églises et de l'État expulsent tous les membres des congrégations religieuses du territoire national, et les missionnaires de La Salette quittent leur sanctuaire fondateur. Ils sont remplacés par des prêtres diocésains. La Première Guerre mondiale assouplit les relations de l'État républicain avec l'Église, et progressivement les religieux reviennent. La congrégation de la Salette ne se réinstalle dans le sanctuaire qu'en 1943,,.
En août 1872 se déroule le premier « grand pèlerinage national » à La Salette. Celui-ci est renouvelé l'année suivante. En 1946, à l'occasion du centenaire des apparitions de La Salette, le nonce apostolique en France Angelo Roncalli, futur Jean XXIII, vient au sanctuaire célébrer la messe du 15 août,.
En 2016, à l'occasion du Jubilé de la Miséricorde décidé par le pape François, le sanctuaire de La Salette ouvre une Porte sainte dans le sanctuaire (la seconde du diocèse de Grenoble) le 19 mars.
Aujourd'hui, l'accueil des pèlerins est réalisé par les prêtres et des religieuses des missionnaires de Notre-Dame de la Salette, ainsi que par des laïcs rattachés à cette congrégation et des bénévoles originaires du monde entier.

### Accidents
Le pèlerinage de Notre-Dame de la Salette a été endeuillé à trois reprises par de graves accidents routiers, en 1973, 1975 et 2007. À chaque fois, un car ramenant des pèlerins du sanctuaire a été accidenté à une cinquantaine de kilomètres du sanctuaire, lors de la descente de la dangereuse rampe de Laffrey. Ces trois accidents ont causé un total de 98 morts.

## Description

### Accès

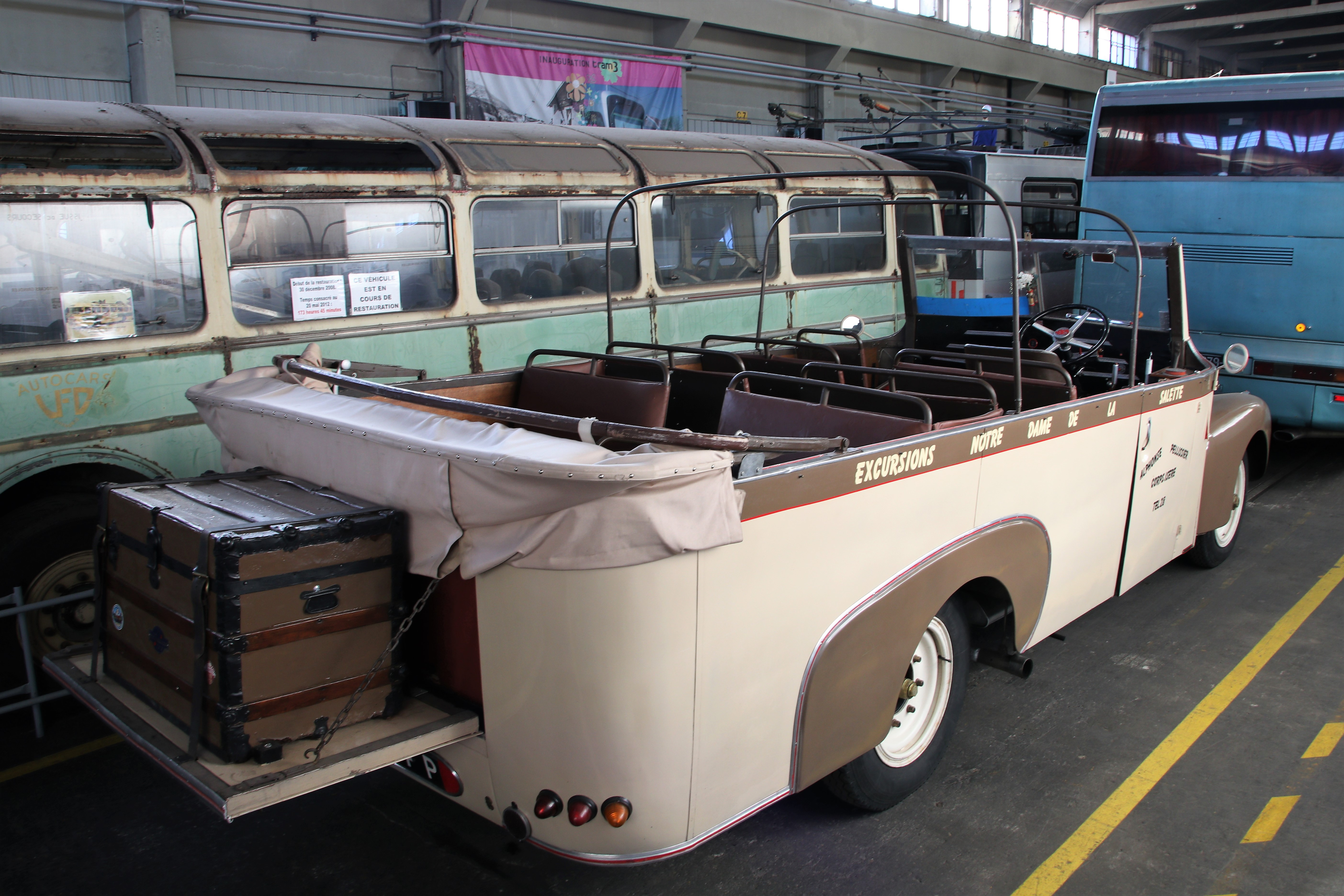
Autobus historique ayant transporté des pèlerins entre Corps et le sanctuaire.

En 1846 à l'époque de l'apparition, il faut 8 heures en diligence, pour parcourir les 65 km de Grenoble à Corps. L'accès au site des apparitions (qui deviendra le sanctuaire), ne se fait ensuite que par des sentiers de montagne que l'on doit parcourir à pied ou à défaut sur une mule. En 1863, il est signalé « qu'une rampe taillée dans le roc » a été ouverte à la mine et à l'explosif, « laissant apercevoir à chaque pas, sur le mur de granit, la trace non effacée de la mine [sur] les rochers taillés comme avec une hache ». En 1867, une première route est ouverte. C'est plus une piste comportant des pentes de plus de 15 %, et même jusqu'à 30 % pour le « passage du Grippet ». Cette piste est sommaire, sans protection contre les précipices, et les attelages à chevaux la montent à grand peine.
En 1920 des essais sont réalisés avec des cars très étroits d'une dizaine de places, pour y acheminer des pèlerins, par cette mauvaise piste. On teste également des véhicules à chenilles, mais aucun ne résiste longtemps à la pente et au sol rocheux. La route est progressivement améliorée : pose de gabions, élargissement des tournants, zones de croisement pour les cars, le secteur du Grippet est élargi. En 1932 les élargissements de la route permettent de prendre l'épingle « du grippet » sans avoir à faire de manœuvre,.
Pendant ce temps, les habitants du Valbonnais tentent d'obtenir la construction d'un téléphérique prolongeant le chemin de fer de la Mure nouvellement arrivé chez eux et aboutirait à la crête de la Salette. Ce projet n'aboutira pas.
Dans les années 1959–1960, la construction d'une nouvelle route est entamée, elle ne sera terminée qu'en 1968. C'est la route actuelle qui passe par Saint-Julien. Aujourd'hui, il est possible de monter (sans difficulté) en voiture ou en car jusqu'au sanctuaire.
Les sentiers historiques restent utilisés par quelques pèlerins et les randonneurs. Le GR 50 (Tour du Parc national des Écrins) relie le Valbonnais au Valgaudemar en passant par la Salette.

### Bâtiments

#### Basilique
La basilique de Notre-Dame de La Salette est une grande église de plan basilical. Sa façade de style néo-roman est encadrée par deux grandes tours-porches symétriques abritant des cloches au sommet,.
Le plan basilical de l'église est composé de cinq nefs terminées par une abside ou des absidioles. L'église est constituée de volumes intérieurs très élancés. Ses voûtes d'arête retombent sur de très hautes et fines colonnes, reposant sur de hauts piédestaux. Les fenêtres hautes sont aveugles, l'éclairage ne provient que des fenêtres des premiers bas-côtés. Le chevet de l'église se compose de deux absidioles de part et d'autre d'un chœur avec travée droite et abside en cul-de-four. L'abside est ornée d'une peinture murale le « Christ en gloire », et sur la travée droite se trouve une représentation des symboles du tétramorphe, œuvre de l'artiste Arcabas.
Les bas-côtés extérieurs sont décorés de plusieurs autres œuvres du peintres telles que Le Christ aux noces de Cana, la Déploration de Marie à la Croix, et dans le chœur : le Christ et les quatre vivants de l'Apocalypse,. Les vitraux présentent des œuvres de différents artistes : le Cycle du Rosaire (dans l'abside du chœur), conçu en 1857 par Adrien-Louis Lusson, le Cycle de la Passion du Christ par l'atelier Thibaud de Clermont-Ferrand, et de nombreuses verrières des ateliers grenoblois Antoine Bernard et Bessac (1895–1897).

#### Chapelle de la rencontre
Construite en 1995, elle est l'œuvre de l'architecte René Maison. Reliée à la galerie desservant le réfectoire et le salon d'attente et construite sur des piliers de béton, la chapelle présente une forme polygonale, ouverte sur l'extérieur par deux larges pans vitrés. Cette chapelle comporte une estrade en arc de cercle. Les vitraux sont l'œuvre de l'artiste Arcabas,. Dans cette chapelle figure un tableau représentant la Vierge de l'apparition, en pleurs. Sur le dessus du toit se trouve une mosaïque représentant une colombe en gloire.

#### Autres bâtiments
Les parties orientales du complexe ont été accolées à l'église originale, après sa construction. Elles sont constituées de bâtiments administratifs et d'accueil (dont un musée privé). En extension du bâtiment administratif principal se trouvent la boutique, le restaurant et l’hôtellerie qui permet d’héberger les pèlerins.

### Extérieur du sanctuaire

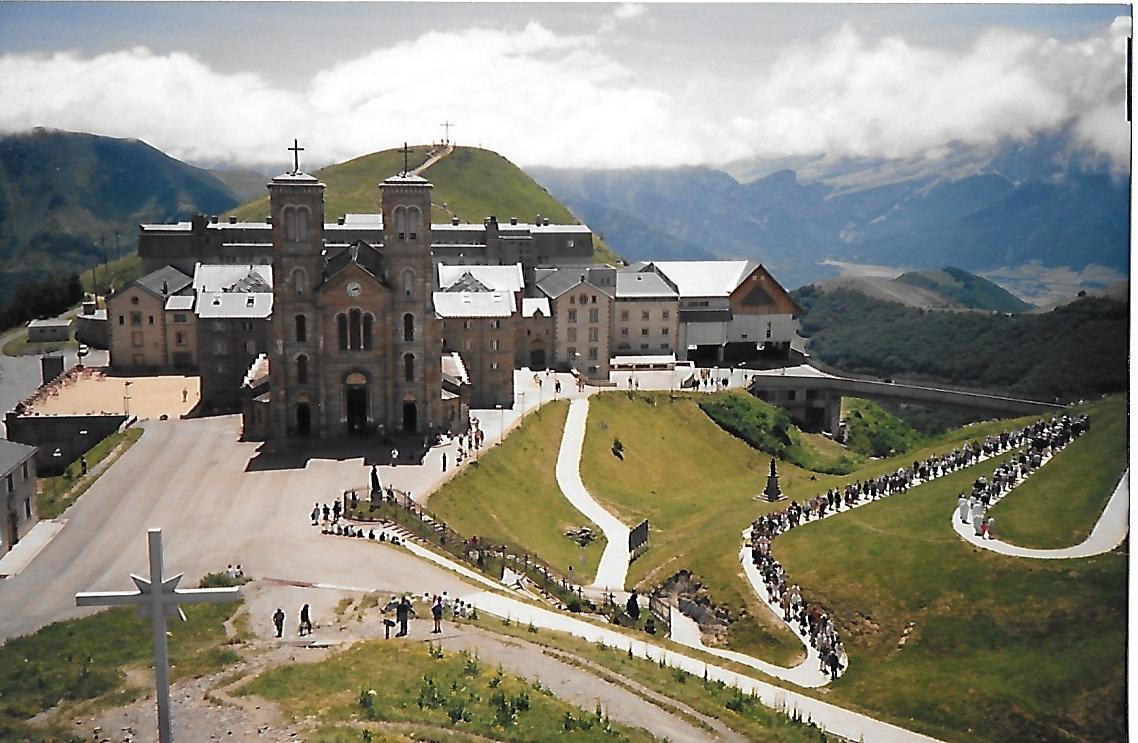
Le sanctuaire de Notre-Dame de La Salette en 1994.

#### Cimetière des pères et la chapelle
À l'avant de la basilique (100 m au nord), dans le « cimetière des Pères » se trouve la première chapelle (reconstruite, puis déplacée ici). Ce petit édicule carré de trois mètres de côté est bâti en pierre de taille calcaire de deux couleurs différentes (marbré et gris-bleu). Il est ouvert sur trois côtés par des baies à l'encadrement très architecturé. La chapelle abrite une statue grandeur nature de la Vierge qui occupe entièrement le petit espace intérieur.

#### Vallon de l'apparition et statues
Au creux du vallon de l'apparition, plusieurs statues illustrent la scène : la Vierge se tenant la tête entre les mains, et juste à côté un groupe de statues représente la Vierge confiant son message aux deux jeunes bergers. Sur la pente un peu plus haut, deux statues représentent les bergers courant vers la vierge en pleurs. Sur le parvis, un autre groupe de statues montre la Vierge à la fin de l'apparition, observée par les deux bergers. Un Chemin de croix est installé le long des escaliers reliant les statues du vallon à celles du parvis, et un grand chemin de procession pavé en forme de U est aménagé sur les pentes du Gargas, son départ et son arrivée étant reliés au parvis.
Le dimanche 8 décembre 2024, jour de l'Immaculée Conception, la statue de Notre-Dame de La Salette est filmée avec des « larmes » coulant le long de ses joues. La vidéo, publiée sur les réseaux sociaux, enflamme la toile et trouve un écho dans le monde entier. Selon Actu Grenoble, le sanctuaire ne donne pas d'explication surnaturelle à ces faits et affirme que « l'eau qui coule sur la statue est due à de la neige qui fond. »

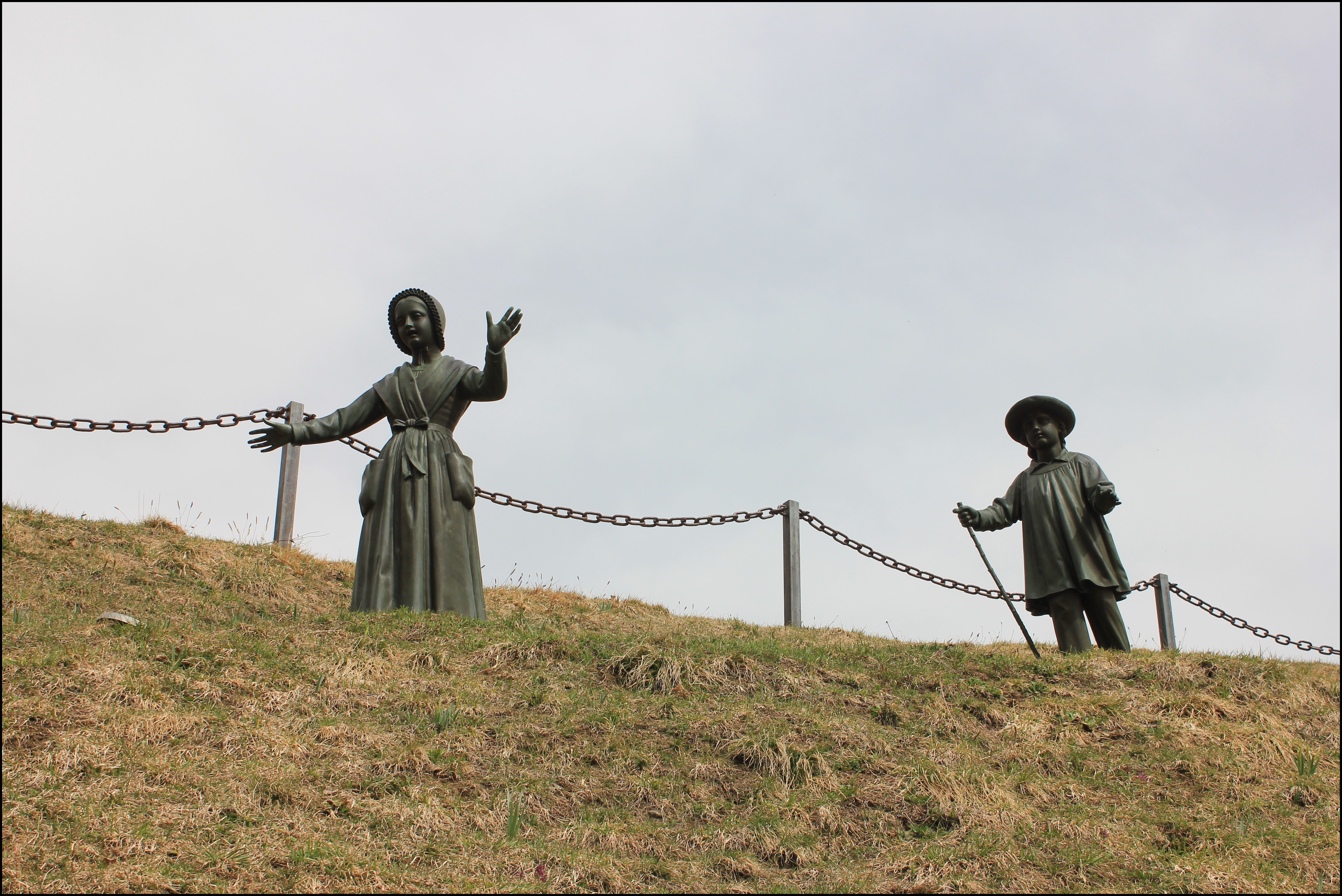
La représentation des deux jeunes bergers sur le site du sanctuaire.
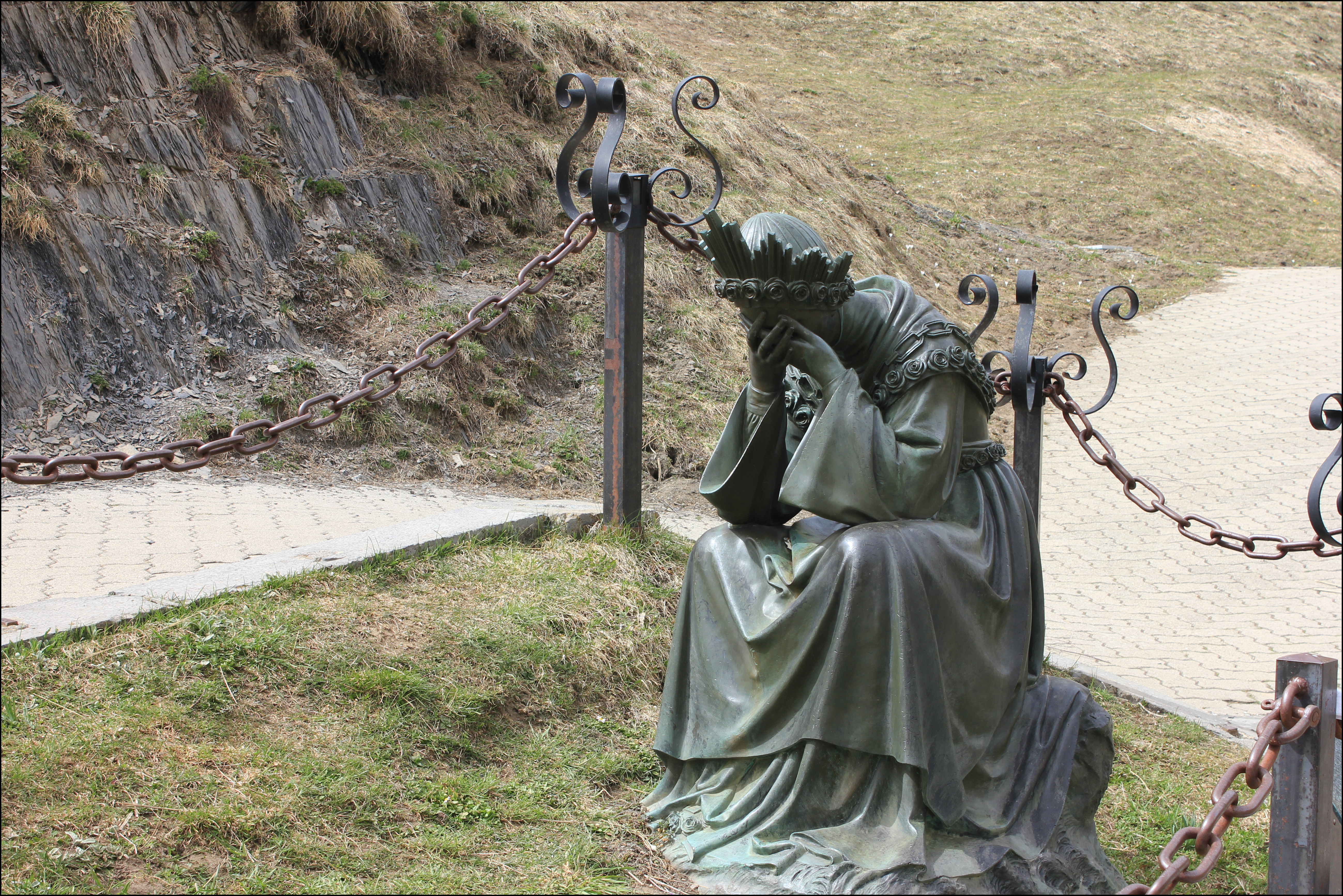
La statue de la Vierge Marie.
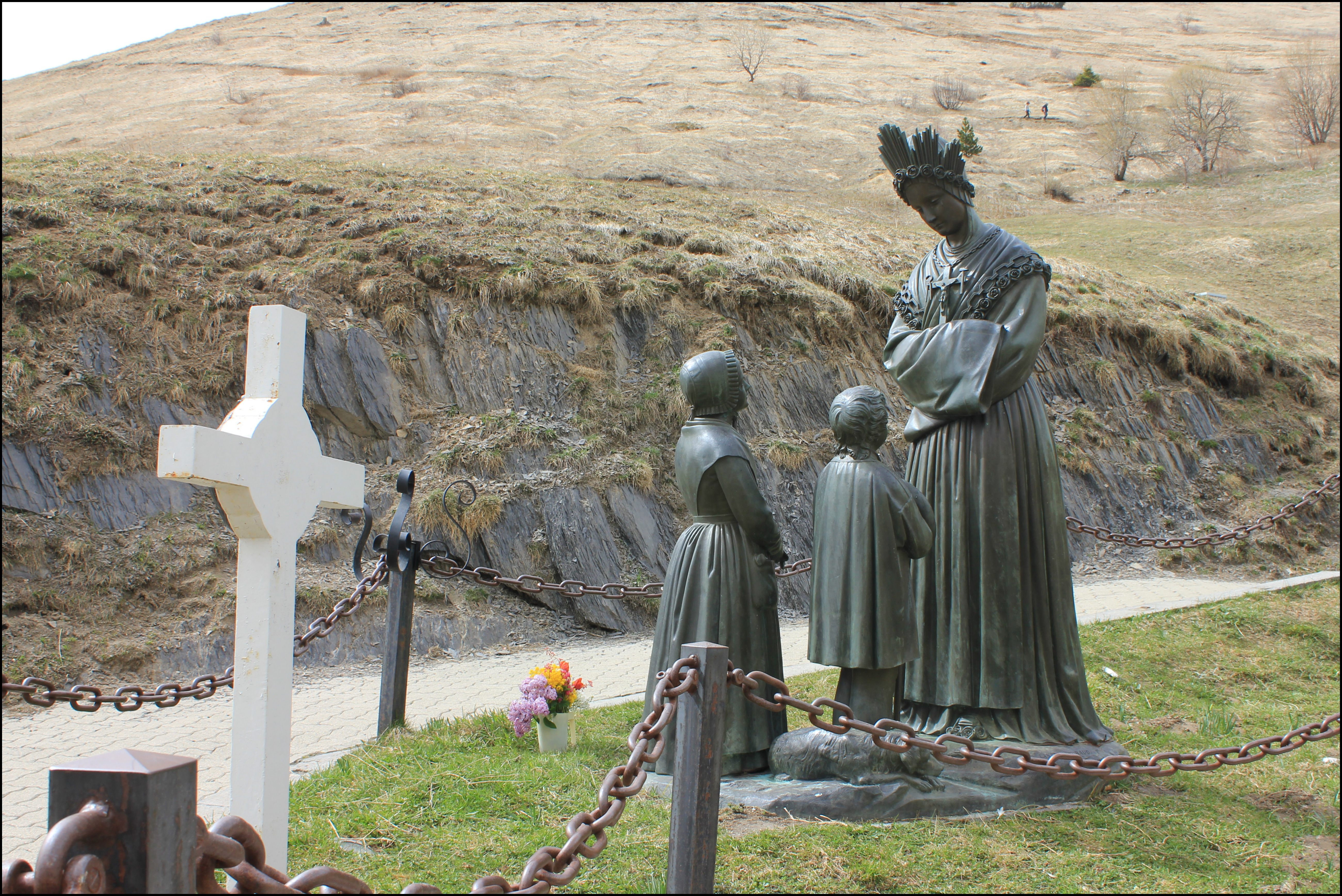
Autre représentation des deux jeunes bergers avec la Vierge.
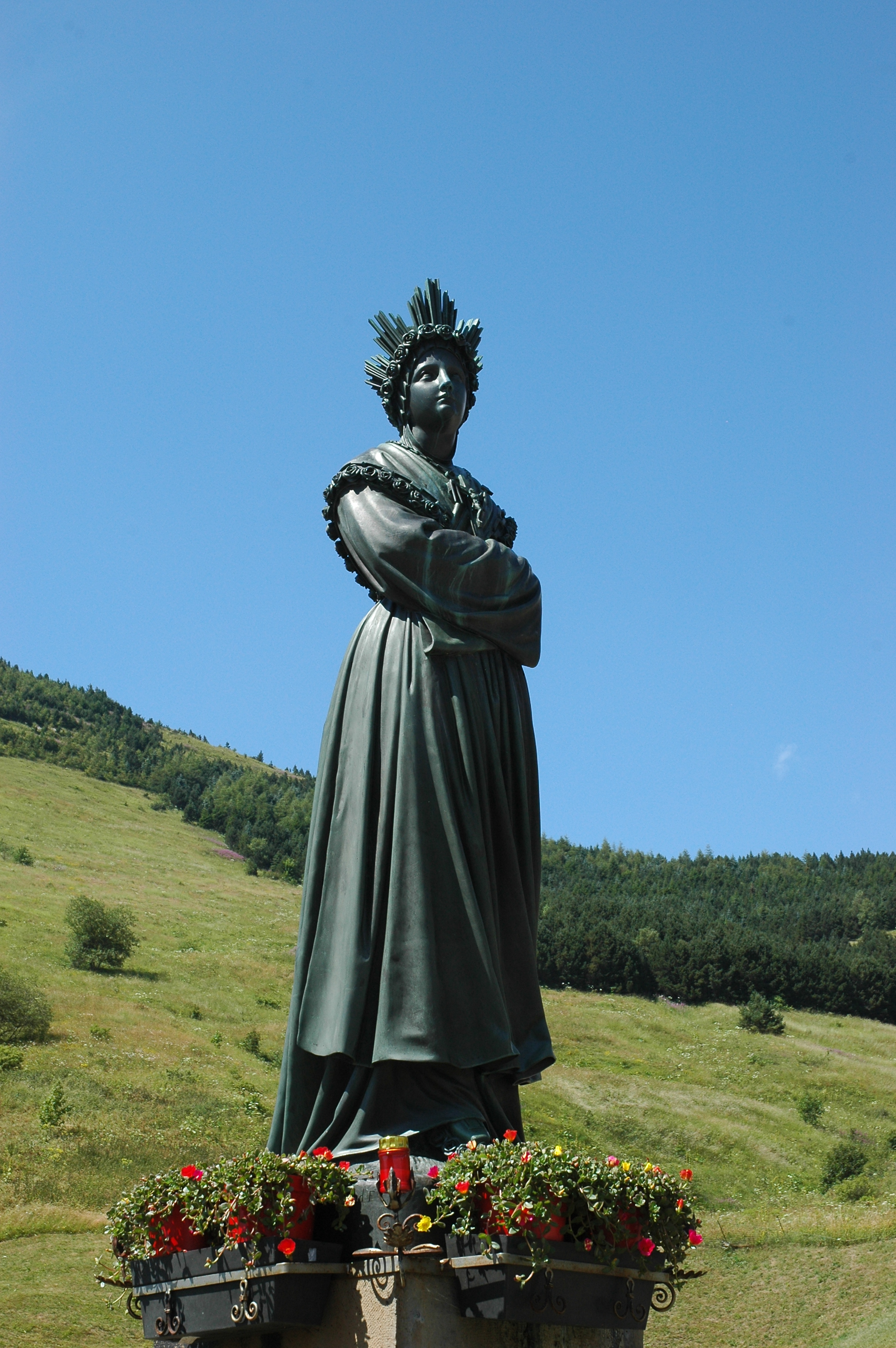
Autre statue de la Vierge seule.
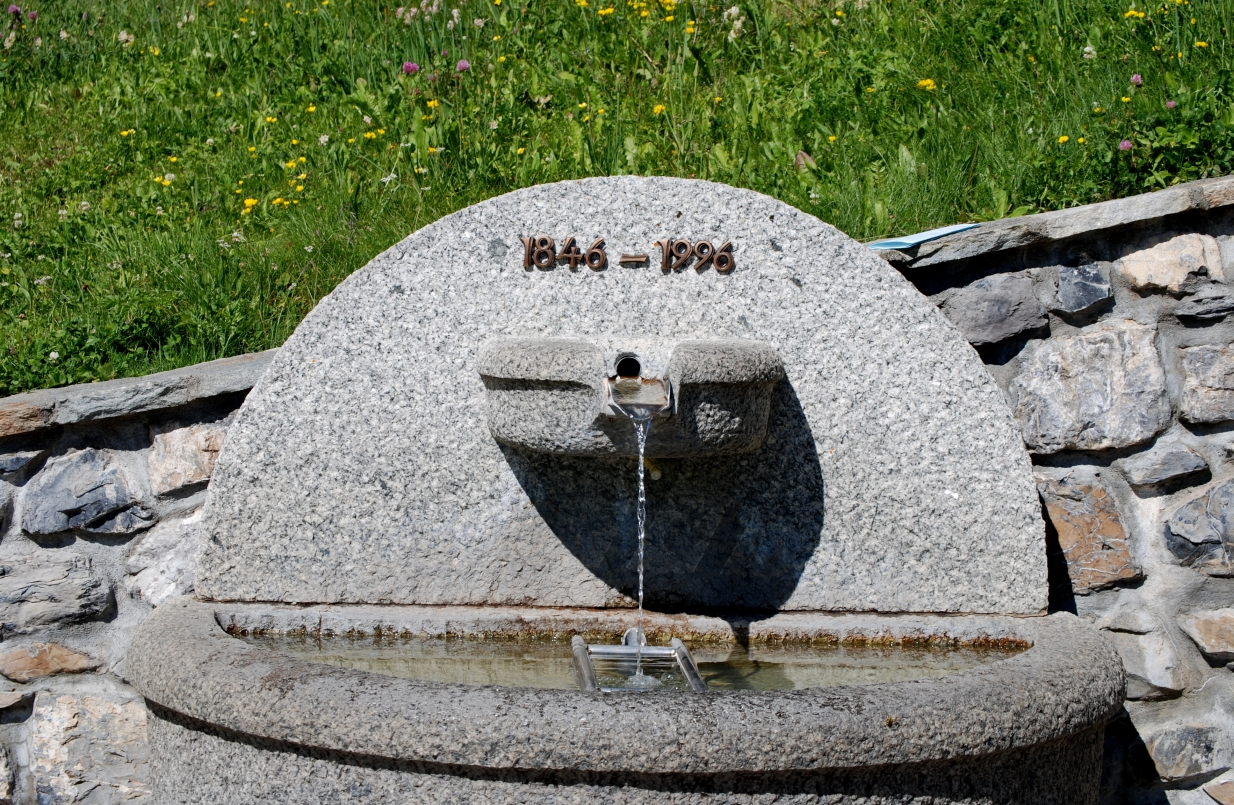
La fontaine de la Vierge.
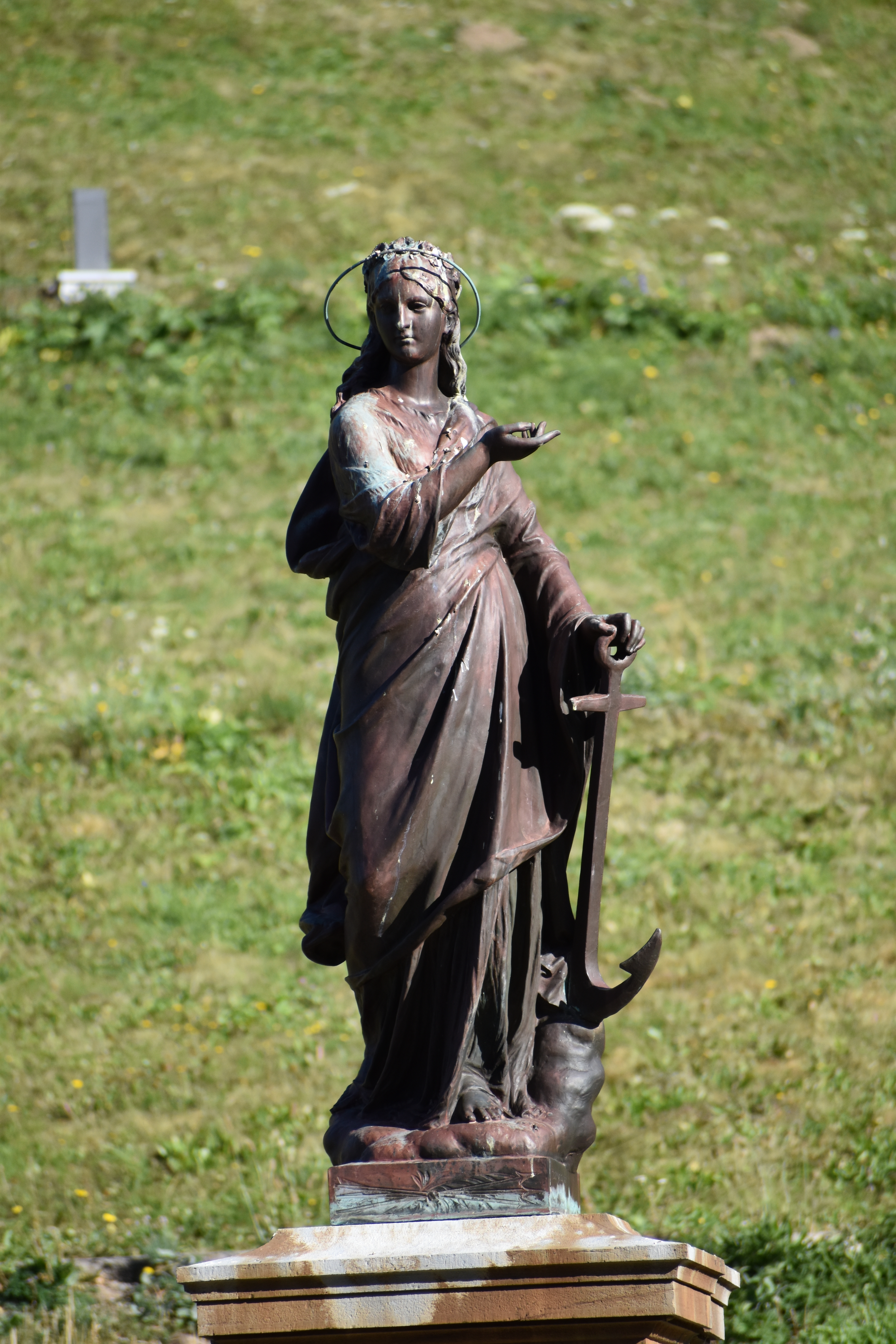
La statue de sainte Philomène, guide des pèlerinages nationaux au sanctuaire.

#### La fontaine
La fontaine constitue un aménagement de la source dite miraculeuse jaillie après l'apparition. L'eau de cette source était déjà utilisée dès les premières années suivant les apparitions, et son accès aux pèlerins fut l'objet d’âpres débats passionnés entre les détracteurs de La Salette, et les religieux responsables du site.

## Accueil des pèlerins
On compte environ 300 000 pèlerins par an dans le sanctuaire. Ils viennent de toute la France et de l'étranger.
Au sanctuaire, l'accueil est assuré par les religieux (hommes et femmes) des Missionnaires de Notre-Dame de La Salette, secondés par des employés et des bénévoles. Ils apportent l'aide et le soutien aux pèlerins qui le souhaitent et font « vivre le message que la Vierge Marie voulait transmettre aux hommes et aux femmes de ce monde ».
Outre l'audiovisuel relatant l'apparition, à 9 h et 14 h, les différents événements qui rythment la journée sont la messe à la basilique à 10 h 45, les rencontres entre pèlerins à 15 h, le chapelet à 18 h et la procession aux flambeaux à 20 h 30. De nombreux pèlerinages sont organisés, les principaux rassemblement solennels sont Pâques, le 15 août (pour l'Assomption), et le 19 septembre (pour la fête patronale commémorant l'apparition de 1846).

### Spiritualité
D'après des responsables de pèlerinages, les pèlerins se rendent en ce lieu pour y « chercher la lumière et la réconciliation avec Dieu », pour confier leurs doutes, leurs erreurs, leurs peurs et leurs souffrances à « une mère ». Pour l'Église, le message de La Salette, est un « message d'espoir dans une société touchée, à l'époque de l'apparition comme aujourd'hui, par la famine, les souffrances, la mort ». Si l'on dénote peu de pèlerins malades (contrairement à Lourdes), les pèlerins ont la « possibilité de se joindre aux prières de la communauté religieuse, de participer à la prière du chapelet, aux veillées, les processions aux flambeaux font partie des moments forts ». Pendant la saison, un roulement de prêtres étrangers propose assez régulièrement des offices en langues étrangères.

## Dans la fiction
Le sanctuaire de Notre-Dame de La Salette apparaît dans la série Anthracite, sortie le 10 avril 2024 sur Netflix, pour figurer les extérieurs de l'asile psychiatrique : le complexe a pour cela été retouché numériquement pour effacer le style moderne du bâtiment de la nouvelle hôtellerie et remplacer la basilique et la chapelle de la rencontre par des bâtiments plus génériques, en accord avec ceux de l'ancienne hôtellerie. Cependant, dans une scène se passant sur la route d'accès au sanctuaire, les deux tours de la basilique peuvent être brièvement aperçues.